# Desigualtat de Txebixov
La desigualtat de Txebixov és un resultat de la teoria de la mesura amb grans aplicacions a l'estudi de la probabilitat i l'estadística.
Aquest teorema pren el seu nom en honor de Pafnuti Txebixov, que proporcionà la primera demostració de la desigualtat formulada per Irénée-Jules Bienaymé.

## Enunciat

### Enunciat en el context de la teoria de la mesura
Sigui (X, Σ, μ) un espai mesurable i sigui f una funció real mesurable definida a X. Aleshores, per a tot nombre real t > 0,
{\displaystyle \mu (\{x\in X\,:\,\,|f(x)|\geq t\})\leq {1 \over t^{2}}\int _{X}f^{2}\,d\mu .}
De forma més general, si g és una funció real mesurable, no-negativa i creixent al rang de ƒ, aleshores
{\displaystyle \mu (\{x\in X\,:\,\,f(x)\geq t\})\leq {1 \over g(t)}\int _{X}g\circ f\,d\mu .}
Podem obtenir la primera de les formulacions definint g(t) com
{\displaystyle g(t)={\begin{cases}t^{2}&{\text{si }}t\geq 0\\0&{\text{en cas contrari,}}\end{cases}}}
i agafant |ƒ| en lloc de ƒ a la segona expressió.

### Enunciat probabilistic
En tant que un espai de probabilitats és un espai de mesura 1, retrobem un cas particular de la Desigualtat de Txebixef:
Sigui X una variable aleatòria no-negativa i {\displaystyle f:\mathbb {R} _{+}\rightarrow \mathbb {R} _{+}} una funció creixent tal que {\displaystyle E[f(X)]<\infty } (on {\displaystyle E[f(X)]} indica l'esperança de la variable aleatòria f(X)). Aleshores, per tot nombre real a es té:
{\displaystyle f(a)P\{X\geq a\}\leq E[f(X)]}
Una versió menys general d'aquesta desigualtat que trobem a diverses obres de referència és
{\displaystyle P\{|X-E[X]|\geq a\}\leq {\frac {\sigma ^{2}(X)}{a^{2}}}}
on {\displaystyle \sigma } indica la desviació típica de 'X'.